# Tucunduva
Tucunduva is een gemeente in de Braziliaanse deelstaat Rio Grande do Sul. De gemeente telt 5.988 inwoners (schatting 2009).

## Aangrenzende gemeenten
De gemeente grenst aan Doutor Maurício Cardoso, Horizontina, Novo Machado, Santa Rosa, Três de Maio en Tuparendi.